# Anoedopoda erosa
Anoedopoda erosa är en insektsart som beskrevs av Karsch 1891. Anoedopoda erosa ingår i släktet Anoedopoda och familjen vårtbitare. Inga underarter finns listade i Catalogue of Life.